# Marianne Elliott (historienne)
Ne doit pas être confondu avec Marianne Elliott (metteuse en scène).
Marianne Elliott, née le 25 mai 1948 à Raholp, (Comté de Down, Royaume-Uni), est une historienne britannique.
Elle est spécialiste de l'histoire de l'Irlande, et plus particulièrement de celle de Irlande du Nord.

## Biographie
Marianne Elliott passe son enfance à Belfast, poursuit ses études au collège dominicain de Fortwilliam, à l'université Queen's de Belfast puis au Lady Margaret Hall d'Oxford.
De 1975 à 1977, elle enseigne l'histoire au West London Institute of Higher Education. Ensuite, et jusqu'en 1982, elle est chercheuse à l'université de Swansea. Après un bref passage aux États-Unis elle intègre, à titre de chercheuse, l'université de Liverpool de 1984 à 1987 puis celle de Manchester de 1988 à 1989. Elle dispense des cours à Birkbeck, Université de Londres de 1991 jusqu'en 1993, date à laquelle elle revient à l'université de Liverpool en tant que professeur d'histoire moderne. Elle y enseigne jusqu'à sa retraite, et assure aussi la charge de directrice de l'Institut d'études irlandaises de cette université.
Spécialiste de l'histoire irlandaise, elle rédige sur ce sujet de nombreuses publications fréquemment primées. Son intérêt la porte vers l'étude des identités culturelles et religieuses, l'histoire de la France au XVIIIe siècle et celle de l'Irlande du Nord.
Elle s'implique activement dans la recherche d'une solution pacifique au conflit nord-irlandais au travers de ses publications.
Elle est l'épouse du géologue Trevor Elliott, mort en 2013.

## Distinctions et récompenses
- officier de l'ordre de l'Empire britannique (2000, promotion de l'« anniversaire de la Reine »)[7].